# 圣赫肋纳小堂
圣赫肋纳小堂（英语：Chapel of Saint Helena）是一个12世纪亚美尼亚使徒教会教堂，位于耶路撒冷的圣墓教堂下层。
在教堂的东南部有一把椅子，据说是君士坦丁大帝的母亲君士坦丁堡的赫肋纳的座位，当时她在寻找真十字架。该堂有两个后殿，分别供奉圣赫肋纳和在十字架上忏悔的囚犯。
编年史作家提尔的威廉记载了十字军在12世纪中叶扩建圣墓教堂，其东部的哈德良神庙废墟被认为是发现真十字架的地点，于是将此处改建为供奉圣赫肋纳的小堂。
地板上的马赛克是20世纪以色列艺术家 Have Yofe的作品，它的一部分描绘了历史上亚美尼亚的教堂。

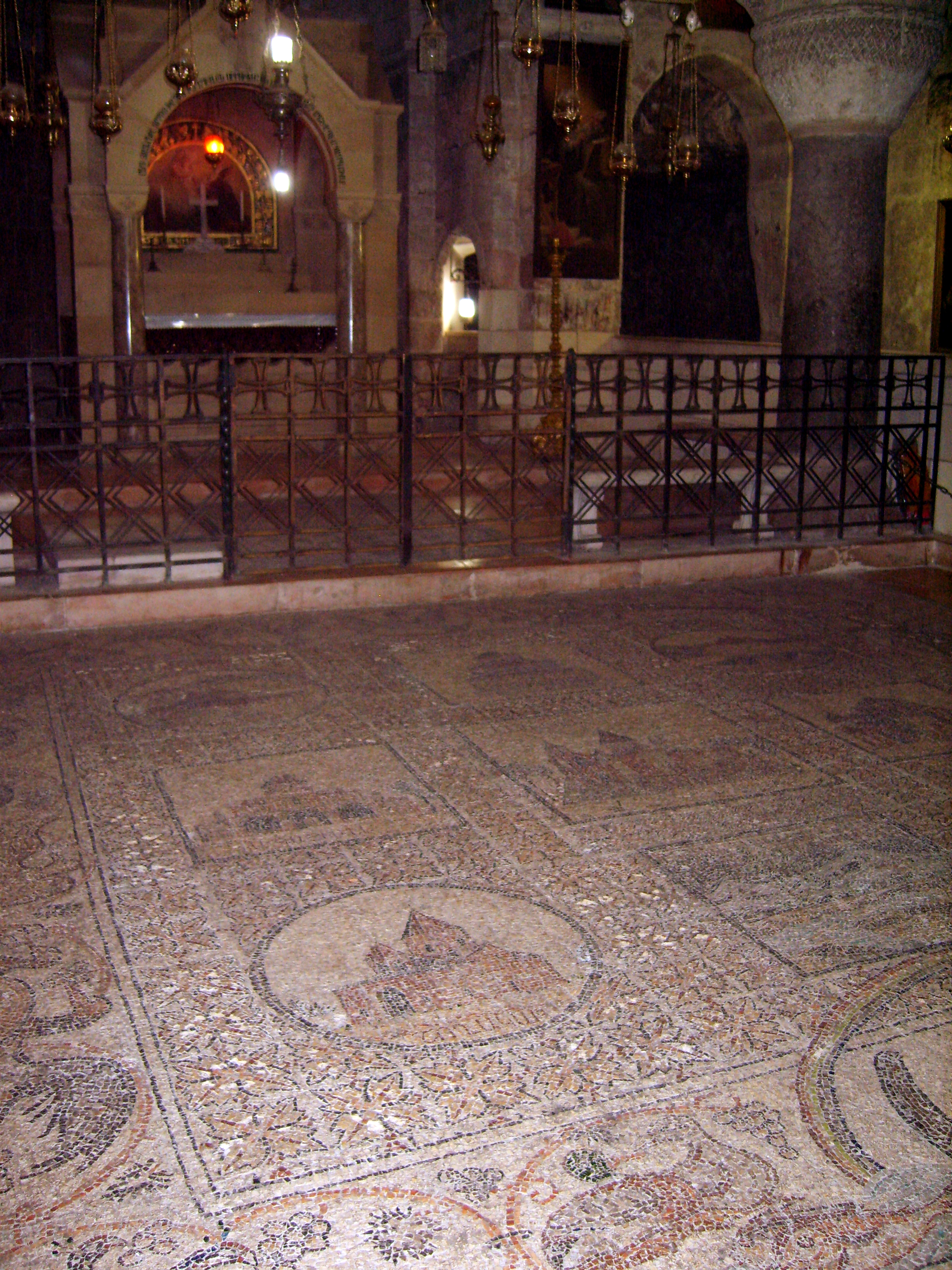
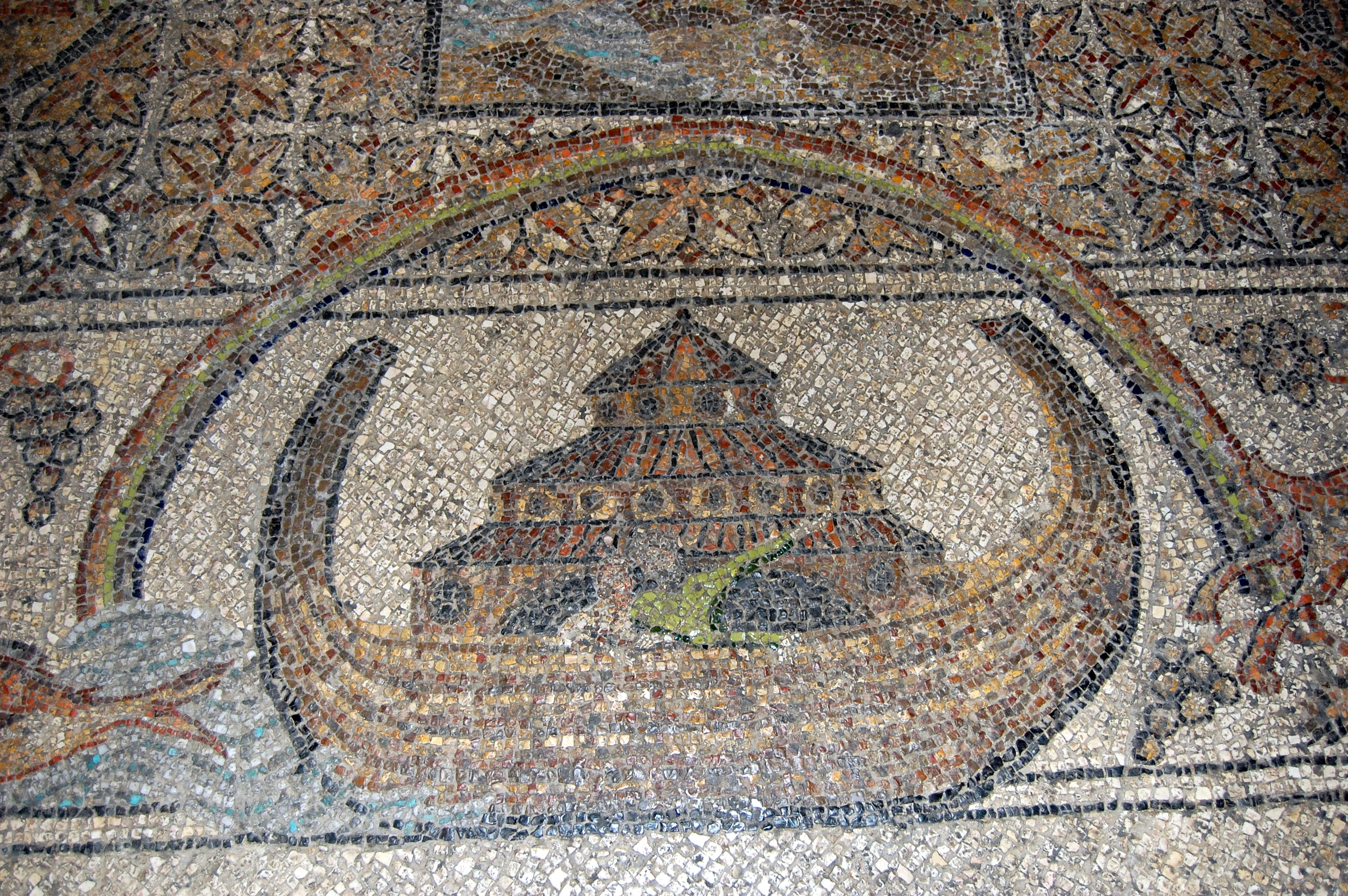
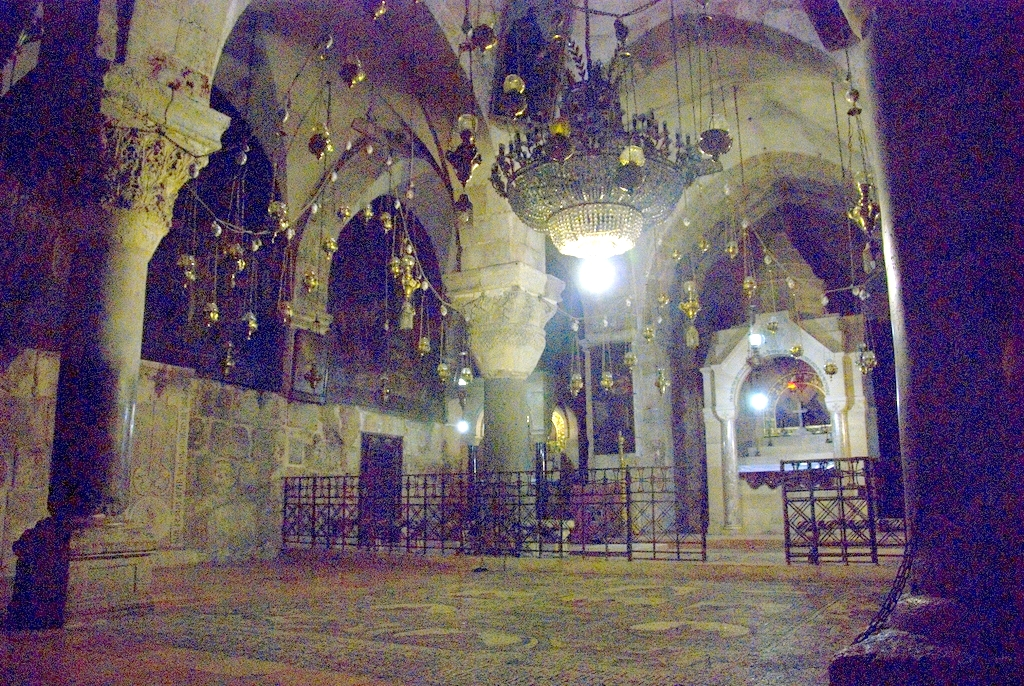
l
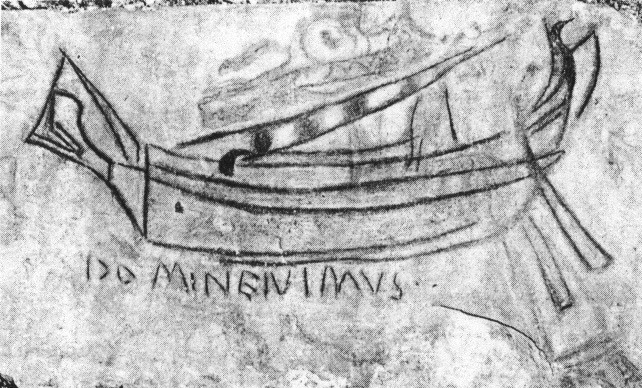